# Zygmunt Zimowski
Zygmunt Zimowski (Kupienin, 7 aprile 1949 – Dąbrowa Tarnowska, 12 luglio 2016) è stato un arcivescovo cattolico polacco.

## Biografia
Zygmunt Zimowski nacque a Kupienin il 7 aprile 1949.

### Formazione e ministero sacerdotale
Nel 1967 si diplomò al liceo. Tra il 1967 e il 1973 studiò filosofia e teologia presso il seminario maggiore di Tarnów.
Il 25 maggio 1973 fu ordinato presbitero nella cattedrale di Tarnów dal vescovo Jerzy Karol Ablewicz. Dal 1973 al 1975 fu vicario parrocchiale nella parrocchia di Santa Elisabetta a Stary Sącz. Nel 1975 iniziò gli studi specialistici nel campo della teologia dogmatica presso la Facoltà di teologia dell'Università Cattolica di Lublino e si laureò nel 1978. Dallo stesso anno studiò presso la Facoltà di teologia dell'Università di Innsbruck presso la quale, nel 1983, ottenne il dottorato in teologia dogmatica con una tesi intitolata "L'influenza dei vescovi delle Chiese Orientali nella teologia Della "Lumen Gentium".
Lo stesso anno iniziò a lavorare nella Congregazione per la dottrina della fede a Roma. Collaborò alla redazione del Catechismo della Chiesa cattolica e ne curò l'edizione polacca. Fu anche postulatore presso la Congregazione per le cause dei santi nei processi di beatificazione di Karolina Kózka, don Roman Sitko e Maria Julitta Ritz. Collaborò anche con la sezione polacca di Radio Vaticana. Allo stesso tempo, dal 1983 al 1990 continuò il ministero pastorale nella parrocchia di Nostra Signora del Buon Consiglio a Roma e dal 1991 fu cappellano presso la casa madre delle Riparatrici del Santo Volto di Nostro Signore Gesù Cristo a Bassano Romano. Contribuì all'istituzione di una casa di riposo gestita dall'ordine. Nel 1988 ricevette la dignità di cappellano di Sua Santità e nel 1999 quella di prelato d'onore di Sua Santità

### Ministero episcopale
Il 28 marzo 2002 papa Giovanni Paolo II lo nominò vescovo di Radom. Ricevette l'ordinazione episcopale il 25 maggio successivo nella cattedrale di Radom dal cardinale Joseph Ratzinger, prefetto della Congregazione per la dottrina della fede, co-consacranti l'arcivescovo Józef Kowalczyk, nunzio apostolico in Polonia, e il vescovo emerito di Radom Edward Henryk Materski. Come motto episcopale scelse l'espressione "Non ministrari sed ministrare" che significa "Io non sono venuto per essere servito, ma per servire".
Come ordinario della diocesi di Radom nel 2005 guidò un congresso eucaristico diocesano e nel 2008 avviò il secondo sinodo diocesano. Contribuì a far ottenere il titolo di basilica minore alla chiesa di San Casimiro a Radom nel 2003, all'incoronazione della Madonna di Ostra Brama a Skarzysko-Kamienna nel 2005 e della Madonna Addolorata di Kałków-Godowie nel 2007. Dall'aprile del 2006 al giugno del 2007 la sua diocesi ospitò la copia dell'immagine della Vergine nera di Częstochowa. Nel 2005 introdusse in diocesi i ministri straordinari della comunione. Nel 2003 istituì la Fondazione "Dare speranza ai cuori" per gestire il Centro di psicoterapia famigliare. Per sua iniziativa, nel 2007, venne istituito il Centro per la formazione e la carità della diocesi di Radom "Emmaus", un luogo di svago per bambini e giovani provenienti da famiglie numerose e povere. Nel 2004 istituì il Centro pastorale diocesano accademico a Radom e nel 2008 fondò l'Istituto teologico di Radom che oltre allo svolgimento delle comuni attività didattiche promuove il pensiero teologico di Joseph Ratzinger.
Nell'ambito della Conferenza episcopale polacca fu presidente della commissione episcopale della dottrina della fede dal 2002 al 2009, membro del consiglio permanente dal 2007, delegato per la pastorale degli emigranti polacchi dal 2008 al 2009, membro della commissione ecumenica e del gruppo per i contatti con il consiglio ecumenico della Polonia, membro del Gruppo dei vescovi per la sollecitudine pastorale per Radio Maria e membro della Società polacca di mariologia. A nome dell'episcopato polacco, nel 2005 partecipò al Sinodo dei vescovi dedicato all'Eucaristia e nel 2004 al 48º congresso eucaristico internazionale di Guadalajara. Partecipò alla giornata mondiale della gioventù 2002 a Toronto e a quella di Colonia del 2005 per la quale curò la catechesi.
Il 18 aprile 2009 papa Benedetto XVI lo nominò presidente del Pontificio consiglio della pastorale per gli operatori sanitari, elevandolo alla dignità arcivescovile e liberandolo dal ministero episcopale nella diocesi di Radom. Il 21 aprile prese possesso del suo ufficio in Vaticano e fino al 30 giugno guidò la diocesi di Radom come amministratore apostolico. Papa Benedetto XVI il 4 maggio 2011 lo nominò membro della Congregazione per le cause dei santi e il 28 luglio 2012 della Congregazione per i vescovi.
Nel dicembre 2014 venne ricoverato a Varsavia per curarsi da un cancro al pancreas. Il 10 maggio successivo dopo due operazioni, trattamenti chemioterapici e un periodo di riposo tornò a lavorare nella Curia romana.
Morì all'ospedale di Dąbrowa Tarnowska alle 23:50 del 12 luglio 2016 all'età di 67 anni dopo una ricaduta della malattia. 
Le esequie si tennero il 19 luglio nella cattedrale di Radom e furono presiedute dal cardinale Stanisław Dziwisz. Al termine del rito fu sepolto nella cappella dedicata alla Madonna di Częstochowa, nella tomba inizialmente preparata per monsignor Edward Henryk Materski che però preferì farsi seppellire nel cimitero di Radom.

## Genealogia episcopale
La genealogia episcopale è:
- Cardinale Scipione Rebiba
- Cardinale Giulio Antonio Santori
- Cardinale Girolamo Bernerio, O.P.
- Arcivescovo Galeazzo Sanvitale
- Cardinale Ludovico Ludovisi
- Cardinale Luigi Caetani
- Cardinale Ulderico Carpegna
- Cardinale Paluzzo Paluzzi Altieri degli Albertoni
- Papa Benedetto XIII
- Papa Benedetto XIV
- Papa Clemente XIII
- Cardinale Bernardino Giraud
- Cardinale Alessandro Mattei
- Cardinale Pietro Francesco Galleffi
- Cardinale Giacomo Filippo Fransoni
- Cardinale Antonio Saverio De Luca
- Arcivescovo Gregor Leonhard Andreas von Scherr, O.S.B.
- Arcivescovo Friedrich von Schreiber
- Arcivescovo Franz Joseph von Stein
- Arcivescovo Joseph von Schork
- Vescovo Ferdinand von Schlör
- Arcivescovo Johann Jakob von Hauck
- Vescovo Ludwig Sebastian
- Cardinale Joseph Wendel
- Arcivescovo Josef Schneider
- Vescovo Josef Stangl
- Papa Benedetto XVI
- Arcivescovo Zygmunt Zimowski